# Sebi (sang)
Sebi er en sang, der er udført af den slovenske duo Zala Kralj & Gašper Šantl. Den 16. februar 2019, blev den valgt til at repræsentere Slovenien i Eurovision Song Contest 2019.